# Liste des systèmes d'exploitation
En informatique, un système d'exploitation est un ensemble de programmes qui dirige l'utilisation des capacités d'un ordinateur par des logiciels applicatifs.

## Les principaux
- Microsoft Windows (dernière version) : Windows 11 : les systèmes d'exploitation de Microsoft sont actuellement préinstallés sur plus de 91 % des ordinateurs personnels[réf. nécessaire]
- Dérivés d'Unix (sous différentes déclinaisons : BSD, System V, etc.) dont :
  - macOS, iOS : systèmes préinstallés sur la majorité des ordinateurs et appareils mobiles vendus par Apple (anciennement Mac OS X et iPhoneOS)
  - GNU/Linux : un système d'exploitation libre s'appuyant sur le noyau Linux et les outils GNU installés sur + de 3 % du parc informatique mondial toutes distributions confondues[réf. nécessaire].
    - Systèmes Linux pères : Arch Linux, Debian, Gentoo, Red Hat, SUSE, Slackware…
    - Systèmes Linux fils : cf. la liste des distributions Linux

  - la famille BSD : un effort réussi pour rendre sa liberté au système de Berkeley comprenant :
    - NetBSD, OpenBSD et son dérivé OliveBSD, FreeBSD et ses dérivés PicoBSD, DragonFly BSD et PC-BSD; Darwin (sur lequel est construit macOS, semi-propriétaire), OpenSolaris de Sun. Attention, à noter qu'en vingt ans (2000-2020), plusieurs des principaux systèmes (PicoBSD, DragonFly BSD, PC-BSD, OpenSolaris,...) ont été concernés par des arrêts de développements ou des variantes (projet inactif repris par d'autres développeurs), et que certains sont abandonnés. Concernant OpenBSD, Isotop[1] est un projet libre pour développeurs visant à apporter une interface graphique pour environnement de bureau/laptop, là où son cousin Fugulta[2] fait de manière similaire, pour un public japonais[3].

  - les Unix dits « propriétaires » :
    - AIX (IBM, SystemV), A/UX (Apple, SystemV), BOS (Bull Operating System), IRIX (Silicon Graphics, SystemV), HP-UX (Hewlett-Packard, SystemV), LynxOS (LynuxWorks), NeXTSTEP (NeXT, BSD), Sinix (Siemens), Solaris (Sun, SystemV), SunOS (Sun, BSD), Tru64 (Compaq).

- OS/2 d'IBM et son successeur eComStation[4] ;
- OS/400 présent sur les moyens systèmes IBM (AS/400 - ISéries) ;
- VMS et OpenVMS (Supporté par HP qui a acheté Compaq, ex-Digital) ;
- les systèmes d'exploitation mainframes (« grands systèmes ») : 
  - Multics (père d'UNIX) et héritier de CTSS
  - IBM : MVS, VM, DOS/VSE, TPF
  - Bull : GCOS
  - Siemens : BS2000
  - ITS, TOPS-10 et TOPS-20
  - UNISYS MCP (Master Control Program) : Le MCP a été un chef de file dans de nombreux domaines, y compris : le premier système d'exploitation pour gérer plusieurs processeurs, la première implémentation commerciale de la mémoire virtuelle, et le premier OS écrit exclusivement dans un langage de haut niveau (NEWP, ALGOL, COBOL, DCALGOL).
  - Unisys OS 2200 est un système d'exploitation qui remonte à la série UNIVAC 1100/2200. L'OS 2200 est un système d'exploitation fonctionnant sous un processeur spécial. L'OS 2200 est le système d'exploitation de la famille de systèmes mainframe Unisys ClearPath Dorado.

## Autres systèmes d'exploitation
- AcidOS, système d'exploitation français écrit en C et assembleur, destiné à sécuriser et fiabiliser les systèmes informatiques industriels du serveur à l'IoT;
- Android, système d'exploitation open source avec un noyau Linux destiné aux tablettes et aux smartphones, ainsi que Android x86 pour ordinateur ;
- AmigaOS, le système d'exploitation des Amiga ;
- AROS, système d'exploitation libre AmigaOS-like ;
- AtheOS, qui n'est actuellement plus maintenu ;
- Bada, système d'exploitation destiné aux PDA ;
- BeOS, Be, la société qui le produisait a été rachetée par Palm qui elle-même a été rachetée par HP, le système n'est plus maintenu. Voir HaikuOS ;
- Cherry OS, système d'exploitation nouveau basé sur le noyau openSUSE de la micro entreprise Gamecom InCorp. actuellement[Quand ?] en développement ;
- ChorusOS ;
- CLIP OS, OS Français développé depuis 2005 par l'ANSSI et publié en Open source à la suite de l'adoption d'un amendement en 2016 ;
- Coherent ;
- Contiki, très petit système, adapté à des applications embarquées et fonctionnant sur de nombreuses cibles ;
- Cosmos ;
- CP/M, écrit en PL/M par Gary Kildall et ancêtre du DOS ;
- Chromium OS, version open source de Google Chrome OS ;
- eCos, écrit par Cygnus puis RedHat, aujourd'hui un logiciel libre ;
- EmuTOS, système libre dont le but est de remplacer le TOS pour pouvoir utiliser les émulateurs d'Atari ST en toute légalité ;
- EPOC, multitâche préemptif 32 bits pour Psion Series 5 ;
- E/OS LX, compatible Windows et Linux ;
- FreeDOS, DOS compatible avec MS-DOS et PC-DOS open source et gratuit ;
- GNU Hurd, le système d'exploitation GNU basé sur le micro-noyau Mach ;
- Google Chrome OS, système basé sur le navigateur Google Chrome avec un noyau Linux ;
- GS/OS, le système d'exploitation de l'Apple IIGS ;
- HaikuOS, projet visant à réécrire entièrement BeOS sous une licence libre.
- Harmony OS ou Hongmeng OS, le système d'exploitation développé par Huawei pour ses futurs produits
- Hyperpanel OS un système d'exploitation à la fois RTOS et GPOS, basé sur la technologie de Finite State Machine et développé par HyperPanel Lab ;
- Illumos, une variante d'OpenSolaris visant à supprimer toutes les parties d'OpenSolaris dont le code n'est pas considéré comme libre et dont le but affiché est de garder une ABI 100 % compatible avec OS/NET Solaris / OpenSolaris. ;
- iRMX, un système d'exploitation multitâche temps réel par Intel ;
- Isaac, un système d'exploitation écrit en Lisaac ;
- KaiOS, système d'exploitation pour téléphones non-tactiles (feature phones), dérivé de Firefox OS ;
- Lepton[5], un système d'exploitation open source POSIX porté par la société O10ée[6] et dédié aux systèmes embarqués temps réels ;
- LynxOS, système d'exploitation temps réel style Unix pour systèmes embarqués et logiciels critiques ;
- Maemo, système d'exploitation intégré dans les tablettes de Nokia ;
- MagiC, système multitâche pour Atari ST. Existe aussi sous forme d'émulateurs pour PC (MagiCPC) et Macintosh (MagiCMac) ;
- MeeGo, fusion de Maemo (Nokia) et de Moblin (Intel) destiné aux appareils mobiles.
- MorphOS, tentative communautaire de production d'un système AmigaOS-like ;
- Minix, clone d'Unix basé sur un micro-noyau créé par Andrew S. Tanenbaum à des fins pédagogiques ;
- MiNT, noyau multitâche inspiré des systèmes Unix BSD pour ordinateurs compatibles TOS. La compatibilité avec les anciennes applications est conservée (dans une certaine mesure) ;
- NetWare, système d'exploitation uniquement serveur, édité par Novell. Première plateforme ayant hébergé le méta-annuaire Novell eDirectory (sous le nom de NDS à l'époque, pour Novell Directory Services). Novell a cessé son support en mars 2010, invitant à migrer vers Novell Open Enterprise Server basé sur SUSE Linux Enterprise Server ;
- Palm OS ;
- Pixo l'OS de l'iPod (propriété de Sun) ;
- Prologue de R2E voir SYSMIC
- QNX ;
- ReactOS, projet libre visant à une compatibilité des pilotes et des logiciels avec les différentes versions de Microsoft Windows de la série NT. Logiciel libre sous GNU GPL, GNU LGPL et Licence BSD ;
- RedHawk, OS temps réel, basé sur Linux, de Concurrent Computer ;
- RISC OS d'Acorn, pour ordinateurs Archimedes et architecture ARM ;

- RiscOS, système d'exploitation peu connu de type Unix, pour les processeurs MIPS, à ne pas confondre avec le RISC OS d'Acorn ;
- RTEMS, temps réel ;
- RTX, extension temps réelle SMP à Windows de la firme Intervalzero ;
- SIBO, multitâche préemptif 16 bits, sur Psion Series 3 ;
- SkyOS, un système d'exploitation propriétaire pour PC ;
- Smaky, un système d'exploitation en français rendu libre en 2008 ;
- SmartOS, basé sur OpenSolaris / Illumos avec de nombreuses modifications comme l'inclusion de la technologie de virtualisation du noyau Linux, KVM. Ce système d'exploitation est conçu pour l'hébergement de services dans le Cloud. ;
- Syllable, est une variante (« fork ») d'AtheOS ;
- Symbian OS, destiné aux téléphones portables et PDA ;
- SYSMIC, de R2E système d'exploitation des premiers micro-ordinateurs, deviendra Prologue en 1978 (multi-postes, multitâche) ;
- TempleOS, système d'exploitation léger de thème biblique créé par Terry A. Davis ;
- The Operating System (TOS), le système d'exploitation des Atari ;
- TRON, système d'exploitation japonais ;
- VxWorks, un système d'exploitation temps réel de la firme Wind River Systems racheté le 3 juin 2009 par Intel. VXworks est employé par la NASA pour les missions spatiales Mars Pathfinder, Stardust, ainsi que pour les deux rovers martiens Spirit et Opportunity. Il est aussi employé pour gérer les pacemakers ou encore sur certains missiles ;
- ZETA successeur de BeOS. Voir HaikuOS ;
- Very Important Computer (VIC), basé sur un noyau OpenSUSE.
- Tails système dit « amnésique » c'est-à-dire qu'il n'enregistre rien sauf ce qui est glissé dans un dossier spécifique. Moyen de protection des données.

## Systèmes d'exploitation expérimentaux
- AdaOS ;
- aLinux ;
- Aura Operating System, système d'exploitation open-source écrit en C# basé sur le kernel Cosmos ;
- BeBits ;
- BlackOSX[7], système d'exploitation écrit en CpcdosC+ de la version OS2[8], avec une interface graphique multitâche différente des apparences système courantes dans les prochaines versions[Quand ?] ;
- CraftyOS[9], système d'exploitation basé Cpcdos OS2[8] écrit en CpcdosC+[10] avec interface graphique multitâche, fonctionnant au-dessus du DOS ;
- Project Cheddar, système d'exploitation écrit en CpcdosC+ basé sur le co-noyau Cpcdos OSx 2.1 Beta 1.2 possédant une interface graphique ;
- Desert Spring-Time (DST) : système d'exploitation en Objective Caml ;
- DOSEMU ;
- FreeVMS ;
- Google Fuchsia : est un système d'exploitation conçu par Google pour fonctionner sur une multitude d'appareils, y compris les téléphones mobiles et les ordinateurs personnels.
- JavaOS ;
- JNode est un système d'exploitation écrit en Java;
- Kid Operating System (KOS), à vocation éducative ;
- KolibriOS, système d'exploitation GPL avec interface graphique, entièrement écrit en assembleur FASM x86 ;
- MyOS mini système d'exploitation en C++ ;
- MenuetOS, écrit en assembleur ;
- Midori, Système d'exploitation de Microsoft écrit en code managé ;
- OpenQNX ;
- Plan 9 ;
- Portal OS, système d'exploitation basé Cpcdos OS2[8] écrit en CpcdosC+[10] avec interface graphique multitâche, fonctionnant au-dessus du DOS tel que le Crafty OS ;
- Prologue : L'un des premiers systèmes d'exploitation multi-utilisateurs ;
- Singularity Recherche de Microsoft sur un système d'exploitation écrit en code managé ;
- SkyOS ;
- Tunes OS;
- Unununium ;
- AuraOS, un système d'exploitation multilingue, multi-utilisateur et multitâche écrit en C# utilisant Cosmos et IL2CPU
- sOS, un mini système très limité finalisé au terme d'un défi que s'est lancé le youtubeur V2F[11]: créer un système d'exploitation en moins d'une semaine.

## Systèmes d'exploitation pour smartphone
En 2025, les deux systèmes dominants à l'échelle mondiale sont iOS d'Apple, et Android de Google. Ce dernier fait l'objet d'un certain nombre de variantes d'Android au travers du projet AOSP (dont les principales alternatives, se basant sur AOSP : Graphene, eelo, LineageOS).
Pour des raisons de praticité, seul Android représente le projet AOSP dans cette liste, la liste des initiatives dérivées du système de Google : Liste de distributions alternatives Android
Pour compléter les deux systèmes dominants, il existe des téléphones avec KaïOS commercialisés, notamment dans certains pays émergents. D'autres initiatives (PureOS, SailfishOS, HarmonyNext, Postmarketos, etc) ont vu le jour à partir de la décennie 2010, ou 2020, bien que celles ci sont très minoritaires. 
En effet, la possession d'un appareil "iOS" ou "Android", à partir de 2020, devient presque une obligation sociale : billetterie, validation 2FA ou transports en communs exigeants une application, sous entendu issu de l'App Store d'Apple, ou du GooglePlay de Google. De plus en plus d'applications bancaires refusent de fonctionner sur un système dit Android alternatif, par ex sur un téléphone avec LineageOS ou GrapheneOS, certaines applications de services affichent un avertissement de ROM incompatible, refusant volontairement de fonctionner dans ce cas là.

### Smartphones - Systèmes dominants en 2025
- Android, système d'exploitation développé par Google utilisant un noyau Linux[12] (Article détaillé : Liste de distributions alternatives Android)
- iOS, développé par Apple[13]

### Smartphones - Systèmes d'exploitation alternatifs actifs en 2025
- HarmonyNext, par Huaweï, pour pallier l'interdiction au fabricant, d'utiliser Android/AOSP depuis 2019
- HP webOS, développé par Palm, revendu depuis à LG[14]
- KaiOS, héritage de Firefox OS destiné aux marchés émergents[15]
- Maemo Leste, une variante ("fork") de Maemo[16]
- PostmarketOS, basé sur Alpine Linux
- PureOS, développé par Purism[17]
- Sailfish OS, développé par Jolla
- Tizen, développé en partie par Samsung
- Ubuntu Touch, développé par Canonical, puis repris par sa communauté

### Smartphones - Systèmes d'exploitation abandonnés
- Bada, développé par Samsung
- BlackBerry OS, développé par BlackBerry, jusqu'en 2010 (sur gamme Curve)
- BlackBerry 10, développé par BlackBerry, de 2010 à 2015 (sur gamme Q10, Z10)
- CopperheadOS, développé par Copperhead basé sur Android avec des modifications pour la sécurité (noyau Linux)
- Fimeka, développé par le groupe OnePI, sous un noyau modifié Linux
- Firefox OS, développé par la Mozilla Foundation, repris par KaïOS depuis
- Maemo, développé par Nokia et basé sur Debian (noyau Linux), le dernier modèle à l'utiliser fut le Nokia N900
- MeeGo, développé par Nokia et Intel (noyau Linux), repris par HP puis par LG
- Mer
- OpenMoko
- Palm OS, développé par Palm
- QtMoko
- Symbian, développé par Nokia
- Windows Phone, développé par Microsoft

## Système d'exploitation pour TV
- Android TV, développé par Google
- Hyperpanel OS, développé par HyperPanel Lab
- Tizen, développé par Samsung
- tvOS, développé par Apple
- Firefox OS, développé par la Mozilla Foundation, choisi par Panasonic
- WebOS, repris par LG (anciennement par Palm)

### Système développé par des organismes de normalisation ou des consortiums industriels
- HbbTV, développé par le consortium HbbTV
- CE-HTML, développé par le CEA
- OIPF, développé par l'Oxxcxcvum
- Tru2way, développé par CableLabs
- Ginga

### Système développé par des compagnies ou fondations seules
- XBMC Media Center
- Amazon Fire, basée sur Fire OS et développé par Amazon
- Boxee, basée sur XBMC
- Frog, développé par Wyplay
- Android TV, anciennement Google TV, basée sur Android et développé par Google
- Horizon TV, basée sur XBMC et développé par Liberty Global
- MeeGo for Smart TV, basée sur XBMC
- Mediaroom, développé par Microsoft puis Ericsson à partir de septembre 2013
- OpenTV, développé par Nagravision
- ToFu Media Platform, basée sur XBMC
- Ubuntu TV, développé par Canonical
- Yahoo! Connected TV, développé par Yahoo!
- Plex

## Systèmes d'exploitation fictifs
- GLaDOS (Genetic Lifeform and Disk Operating System), est un personnage de la série de jeu Portal.
- HOS (Hyper Operating System) est le système d'exploitation des labors, et joue un rôle important dans l'histoire du premier film de Patlabor.
- Altimit OS, dans la série de jeux et mangas Dot hack, est un système d'exploitation informatique qui est le seul à avoir survécu au virus Pluto Kiss[18].
- ctOS et ctOS 2.0 ou Central Operating System, dans les jeux Watch Dogs et Watch Dogs 2. Produit par la Blume Corporation, ctOS ou « système d'exploitation de la ville », contrôle Chicago et San Francisco[19].
- HypnOS, un système d'exploitation utilisé lors du sommeil dans le jeu Hypnospace Outlaw.